# Marina Toscano Aggio
Marina Toscano Aggio (Iretama, 17 dicembre 1981) è un'ex calciatrice brasiliana naturalizzata italiana, difensore che in carriera ha indossato più volte la maglia della nazionale brasiliana. Atleta di esperienza internazionale, prima di giungere in Italia ha giocato nei campionati brasiliano e svedese, mentre in Italia è nota per aver giocato due stagioni nel Bardolino Verona, poi diventato Hellas Verona Women..

## Biografia
Ritiratasi dal calcio giocato, ha assunto il ruolo di docente di educazione fisica.